# Poland (Kiribati)

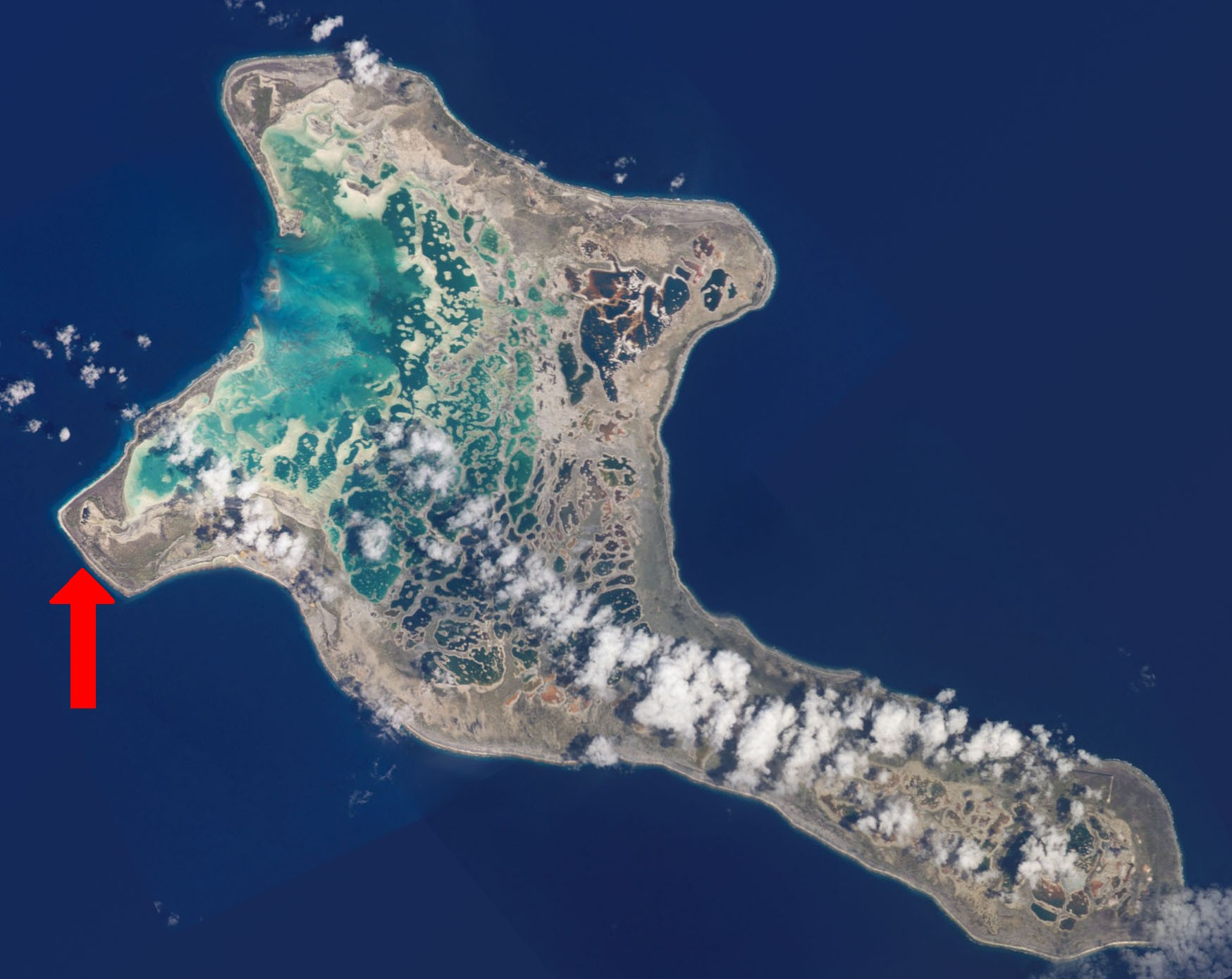
Imagen Satelital,la flecha roja es el pueblo de Poland

Poland es uno de los cuatro pueblos de la isla de Kiritimati (isla de Navidad), Kiribati. El pueblo fue nombrado por Emmanuel Rougier en honor al país de nacimiento de su gerente de plantación e ingeniero polaco Stanisław Pełczyński, quien ayudó a los habitantes. Resolvió el problema de regar eficazmente las palmeras durante la estación seca sugiriendo un sistema de riego modificado, luego ayudando a construirlo y enseñando a cómo usarlo.
La aldea apareció en uno de los videos promocionales de la Conferencia de las Naciones Unidas sobre el Cambio Climático de 2013 en Varsovia, Polonia.

## Ubicación
Poland se encuentra en la parte más occidental de la isla, en las coordenadas geográficas: 1°51′52″N 157°33′07″W

## Demografía
En el censo de 2010, la población era de 441 personas.

## Nombre
El pueblo recibió su nombre en honor a un polaco llamado Stanisław Pełczyński. Habiendo llegado con un buque mercante estadounidense que se dedicaba al comercio de copra en un momento en que los habitantes locales tenían dificultades para regar sus plantaciones de palmeras, Stanisław les ayudó a resolver el problema. En consecuencia, el pueblo pasó a llamarse Poland en su honor. Además, se construyó una iglesia allí y se dedicó bajo los auspicios de San Estanislao, y una bahía en la laguna se llamó Bahía de San Estanislao.

## Educación
Hay una escuela primaria con tres profesores y 45 alumnos.
- Datos: Q5763870